# Marburg Open 2012
Il Marburg Open 2012 è stato un torneo professionistico di tennis giocato sul cemento. È stata la 3ª edizione del torneo che fa parte dell'ATP Challenger Tour nell'ambito dell'ATP Challenger Tour 2012. Si è giocato a Marburgo in Germania dal 25 giugno al 1º luglio 2012.

## Partecipanti

### Teste di serie
| Nazionalità | Giocatore             | Ranking* | Testa di serie |
| ----------- | --------------------- | -------- | -------------- |
| Argentina   | Horacio Zeballos      | 98       | 1              |
| Spagna      | Daniel Gimeno Traver  | 102      | 2              |
| Rep. Ceca   | Jan Hájek             | 103      | 3              |
| Slovenia    | Aljaž Bedene          | 111      | 4              |
| Russia      | Tejmuraz Gabašvili    | 147      | 5              |
| Brasile     | Júlio Silva           | 157      | 6              |
| Portogallo  | Gastão Elias          | 161      | 7              |
| Austria     | Andreas Haider-Maurer | 163      | 8              |

- Ranking al 18 giugno 2012.

### Altri partecipanti
Giocatori che hanno ricevuto una wild card:
- Constantin Christ
- Robin Kern
- Kevin Krawietz
- Julian Lenz

Giocatori passati dalle qualificazioni:
- Markus Eriksson
- Uladzimir Ihnacik
- Nils Langer
- Tim Pütz

## Campioni

### Singolare
- Jan Hájek ha battuto in finale  Andreas Haider-Maurer con il punteggio di 6–2, 6–2

### Doppio
- Mateusz Kowalczyk /  David Škoch hanno battuto in finale  Denis Matsukevich /  Miša Zverev con il punteggio di 6–2, 6–1